# Jesse Were
Jesse Jackson Were (/ˈwɛrɛ/; sinh ngày 19 tháng 4 năm 1989) là một cầu thủ bóng đá người Kenya hiện tại thi đấu cho Zesco United ở Giải bóng đá ngoại hạng Zambia và đội tuyển quốc gia Kenya ở vị trí tiền đạo. Trước đó anh thi đấu cho Mathare United và Tusker F.C..